# Doktryna Stimsona
Doktryna Stimsona (ang. Stimson Doctrine znana też jako doktryna Hoovera-Stimsona lub Doctrine of Non-Recognition "doktryna nieuznawania") –  jednostronne oświadczenie wydane 7 stycznia 1932 przez sekretarza stanu USA Henry’ego Lewisa Stimsona, dotyczące „incydentu mukdeńskiego”.
Stimson przekazał przedstawicielom Japonii i Chin w Waszyngtonie notę stwierdzającą, iż „Stany Zjednoczone nie uznają sytuacji de facto ani żadnego porozumienia chińsko-japońskiego, które mogłoby naruszyć prawa rządu amerykańskiego czy obywateli amerykańskich w Chinach, ani tych, które odnoszą się do suwerenności, niepodległości lub integralności terytorialnej i administracyjnej Republiki Chińskiej, lub międzynarodowej polityki w stosunku do Chin, powszechnie znanej jako polityka otwartych drzwi i że nie zamierzają uznać  sytuacji, traktatu lub umowy, które mogą być wytworzone w sposób sprzeczny z Paktem Brianda-Kellogga, którego Chiny i Japonia, a także Stany Zjednoczone, są stronami”.
Kopie tego oświadczenia Stimson rozesłał do Londynu i Paryża, zachęcając tamtejsze rządy do ogłoszenia podobnych deklaracji.
Według polskiego historyka doktryna, że zabór siłą nie może zostać uznany przez społeczność międzynarodową "stanowiła najpoważniejsze osiągnięcie tego kierunku w dyplomacji amerykańskiej, który widział w argumentach natury moralnej środek rozwiązania sytuacji konfliktowych".
Z podobną deklaracją nieuznania zajęcia krajów bałtyckich wystąpił 23 lipca 1940 Sumner Welles, podsekretarz stanu USA (1937 – 1943).